# Simulium minangkabaum
Simulium minangkabaum är en tvåvingeart som beskrevs av Takaoka och Sigit 1997. Simulium minangkabaum ingår i släktet Simulium och familjen knott. Inga underarter finns listade i Catalogue of Life.